# 프로텍션 (영화)
프로텍션(Protection)은 캐나다에서 제작된 존 플린 감독의 2001년 스릴러 영화이다. 스티븐 볼드윈 등이 주연으로 출연하였고 리 폴크너 등이 제작에 참여하였다.

## 출연

### 주연
- 스티븐 볼드윈
- 피터 갤러거

### 조연
- 아론 타거
- 케이티 그리핀
- 데보라 오델
- 비아스타 브라나
- 게리 파인
- 브레넌 딜레이니
- 카로 버라디너치

## 제작진
- 라인프로듀서: 피에르 라베르지
- 협력프로듀서: 클락 A. 사마티노
- 미술: 스티브 헨리
- 의상: 시모네타 마리아노
- 배역: 아론 그리피쓰
- 배역: 엘도 타이렐리